# Ryan Richards
Ryan Richards (* 24. April 1991 in Chatham, Kent) ist ein britischer Basketballspieler. Richards kam früh mit 15 Jahren in das Ausbildungsprogramm des spanischen Vereins CB Gran Canaria, wechselte jedoch als großes Talent zu verschiedenen europäischen Vereinen, wo er sich jedoch nicht durchzusetzen verstand. Im NBA-Draft 2010 sicherten sich die San Antonio Spurs die Rechte an Richards für die am höchsten dotierte Profiliga NBA. Nachdem er zuvor schon für zwei Vereine aus der Schweiz sowie für den polnischen EuroLeague-Teilnehmer Asseco Prokom Gdynia gespielt hatte, ist er seit Februar 2013 für den österreichischen Erstligisten BC Zepter Vienna aktiv.

## Karriere
Der großgewachsene Richards ging bereits mit 15 Jahren 2006 in das Ausbildungsprogramm des spanischen Vereins aus Las Palmas de Gran Canaria, für deren Jugendmannschaften er zunächst aktiv war. In der Spielzeit 2007/08 war er zudem für die Jugendmannschaft von Real Madrid aktiv. Wegen seines Ziels, in der NBA zu spielen, schlug Richards anschließend einen längerfristigen Vertrag bei Real aus. In der Saison 2008/09 holte ihn der britische Nationaltrainer Chris Finch nach Belgien, wo dieser als Vereinstrainer von Dexia in Mons arbeitete. Neben Einsätzen in der zweiten Mannschaft des Vereins hatte Richards auch drei Einsätze in der Herrenmannschaft von Dexia in der höchsten belgischen Spielklasse Ethias League. Anschließend kehrte er nach Gran Canaria zurück, die ihn jedoch im Januar 2010 an den Schweizer Erstligisten aus Monthey in der Basketball-Nationalliga verliehen. Hier hatte Richards jetzt Einsatzzeit im Herren-Bereich, die er in Gran Canaria zunächst nicht bekam. Anschließend meldete sich Richards bereits als 19-Jähriger früh für den Entry Draft der NBA an, wo er an 49. Stelle von den San Antonio Spurs ausgewählt wurde, aber nicht in den Kader des Vereins übernommen wurde.
Nachdem er beim Vorbereitungsturnier 2011 für die Olympischen Spiele 2012 in London für die britische Basketballnationalmannschaft im Herren-Bereich debütierte, spielte er in der Saison 2011/12 erneut in der Basketball-Nationalliga für den Schweizer Meister Tigers aus Lugano. Am Saisonende wechselte er im April 2012 jedoch nach Georgien, wo er für den BK Sochumi in Tiflis spielte. Für das olympische Turnier in London wurde Richards dann nicht in die Nationalmannschaft berufen. In der Saison 2012/13 bekam er Anfang November 2012 einen befristeten Vertrag beim polnischen Meister Asseco Prokom aus Gdynia, für die er auch im höchsten europäischen Vereinswettbewerb EuroLeague 2012/13 spielte. Nachdem Asseco Prokom in der Euroleague in der Vorrunde ausgeschieden war, verließ auch Richards nach drei Monaten den Verein wieder und wechselte im Februar 2013 in die österreichische Basketball-Bundesliga zum BC Zepter Vienna. Mit dem Wiener Verein erreichte Richards erstmals in der jungen Vereinsgeschichte die Play-off-Finalserie um die nationale Meisterschaft.